# Coupe latine de football 1949
Navigation
Coupe latine 1950
La Coupe latine 1949 a vu la victoire du FC Barcelone. Elle s'est déroulée à Madrid et Barcelone et s'est terminée le 3 juillet 1949 par la finale au stade Chamartin à Madrid.

## Participants
| \| FC Barcelone Stade de Reims Torino FC Sporting Portugal \| Localisation des clubs. |
| FC Barcelone Stade de Reims Torino FC Sporting Portugal                               |

Quatre équipes participent à la compétition. Il s'agit du FC Barcelone champion d'Espagne 1949, du Stade de Reims champion de France 1949, du Torino FC champion d'Italie 1949 et du Sporting Portugal champion du Portugal 1949.

## Compétition

### Demi-finales
| Club              | Score | Club           |
| ----------------- | ----- | -------------- |
| Sporting Portugal | 3 - 1 | Torino FC      |
| FC Barcelone      | 5 - 0 | Stade de Reims |

| Demi-finale  | Sporting Portugal | 3 - 1   | Torino | Estadio Metropolitano, Madrid                |                                              |
| 26 juin 1949 | Peyroteo 15e 26e 48e | (2 - 0) | 54e Marchetto (it) | Spectateurs : 35 000 Arbitrage : Victor Sdez | Spectateurs : 35 000 Arbitrage : Victor Sdez |
| 26 juin 1949 | Azevedo, Octávio Barrosa, Juvenal da Silva, Veríssimo Alves, Manuel Marques, Carlos Canário, Albano, Travassos, Fernando Peyroteo, Jesus Correia, Manuel Vasques (entraîneur : Cândido de Oliveira) | Équipes | Renato Gandolfi (en), Piero Bersia (it), Raffaele Cuscela (it), Cesare Nay, Bruno Gremese (it), Antonio Giammarinaro (it), Lando Macchi (it), Silvano Pravisano (it), Riccardo Carapellese, Attilio Frizzi (it), Giuseppe Marchetto (it) (entraîneur : Roberto Copernico (it)) | Spectateurs : 35 000 Arbitrage : Victor Sdez | Spectateurs : 35 000 Arbitrage : Victor Sdez |

| Demi-finale  | FC Barcelone | 5 - 0   | Stade de Reims | Les Corts, Barcelone                                |                                                     |
| 26 juin 1949 | Seguer 5e · Nicolau 25e · Rodríguez 59e, 67e · Canal Viñas 73e | (2 - 0) | | Spectateurs : Inconnue Arbitrage : Giacomo Bertolio | Spectateurs : Inconnue Arbitrage : Giacomo Bertolio |
| 26 juin 1949 | Juan Velasco, Francisco Calvet, Josep Seguer, Curta, José Gonzalvo II, Miguel Torra, Mariano Gonzalvo III, Josep Canal Viñas, César Rodríguez, Estanislao Basora, Mateo Nicolau (entraîneur : Enrique Fernández Viola) | Équipes | Paul Sinibaldi, André Jacowski, Armand Penverne, Robert Jonquet, Roger Marche, André Petitfils, Pierre Bini, Albert Batteux, Pierre Sinibaldi, Noël Sinibaldi, Pierre Flamion (entraîneur : Henri Roessler) | Spectateurs : Inconnue Arbitrage : Giacomo Bertolio | Spectateurs : Inconnue Arbitrage : Giacomo Bertolio |

### Match pour la troisième place
| Match pour la 3e place | Torino | 5 - 3   | Stade de Reims | Les Corts, Barcelone                               |                                                    |
| 3 juillet 1949         | Pravisano (it) 2e 58e · Marchetto (it) 18e · Carapellese 63e 75e | (2 - 1) | 40e Sinibaldi · 62e Méano · 76e Flamion | Spectateurs : Inconnue Arbitrage : Ramón Azón Romá | Spectateurs : Inconnue Arbitrage : Ramón Azón Romá |
| 3 juillet 1949         | Giuseppe Moro, Raffaele Cuscela (it), Piero Bersia (it), Cesare Nay, Luigi Giuliano, Bruno Gremese (it), Attilio Frizzi (it), Giuseppe Marchetto (it), Silvano Pravisano (it), Riccardo Carapellese, Benjamín Santos (entraîneur : Roberto Copernico (it)) | Équipes | Paul Sinibaldi, André Jacowski, Robert Jonquet, Roger Marche, Jean Palluch, André Petitfils, Albert Batteux, Pierre Bini, Francis Méano, Pierre Sinibaldi, Pierre Flamion (entraîneur : Henri Roessler) | Spectateurs : Inconnue Arbitrage : Ramón Azón Romá | Spectateurs : Inconnue Arbitrage : Ramón Azón Romá |

### Finale
| Finale         | FC Barcelone | 2 - 1   | Sporting Portugal | Stade Chamartin, Madrid                      |                                              |
| 3 juillet 1949 | Seguer 10e · Basora 49e | (1 - 1) | 27e Correia | Spectateurs : 50 000 Arbitrage : Victor Sdez | Spectateurs : 50 000 Arbitrage : Victor Sdez |
| 3 juillet 1949 | Juan Zambudio Velasco, Francisco Calvet, Curta, Calo, Gonzalvo III, Gonzalvo II, Estanislao Basora, Josep Seguer, Josep Canal Viñas, César Rodríguez, Alfonso Navarro (entraîneur : Enrique Fernández Viola) | Équipes | João Azevedo, Octávio Barrosa, Manecas, Juvenal, Carlos Canário, Veríssimo, Jesus Correia, Manuel Vasques, Fernando Peyroteo, José Travassos, Albano (entraîneur : Cândido de Oliveira) | Spectateurs : 50 000 Arbitrage : Victor Sdez | Spectateurs : 50 000 Arbitrage : Victor Sdez |

## Sources
- La Coupe Latine sur rsssf